# Síndrome PAPA
El  síndrome PAPA a una rara enfermedad hereditaria de la que se han descrito muy pocos casos a nivel mundial concentrados en varias familias. Cursa con inflamación grave de las articulaciones que se inicia en la infancia, acné y úlceras profundas no infecciosas en la piel que afectan sobre todo a los miembros inferiores.

## Causas y herencia
Está provocado por una mutación localizada en el cromosoma 15 humano, en el gen que codifica la proteína 1 de interacción con prolina-serina-proteína, conocida por las siglas PSTPIP1.
Esta mutación causa la síntesis de una proteína anómala que desencadena un proceso inflamatorio sin infección que es la causa de los síntomas, es el mismo tipo de anomalía que se produce en el grupo de procesos que se conocen globalmente como síndromes autoinflamatorios, entre los cuales se incluye la fiebre mediterránea familiar, el síndrome de Hiper-IgD, el síndrome periódico asociado a factor de necrosis tumoral (TRAPS), la enfermedad inflamatoria sistémica de inicio neonatal, el síndrome de Muckle-Wells y el síndrome autoinflamatorio familiar inducido por frío. Todos ellos provocados por una anomalía en alguno de los mediadores involucrados en la inflamación.
La enfermedad tiene carácter familiar y se hereda según un patrón autosómico dominante, por ello, los descendientes de una persona afectada tienen un 50% de probabilidades de desarrollar el mal.

## Clínica

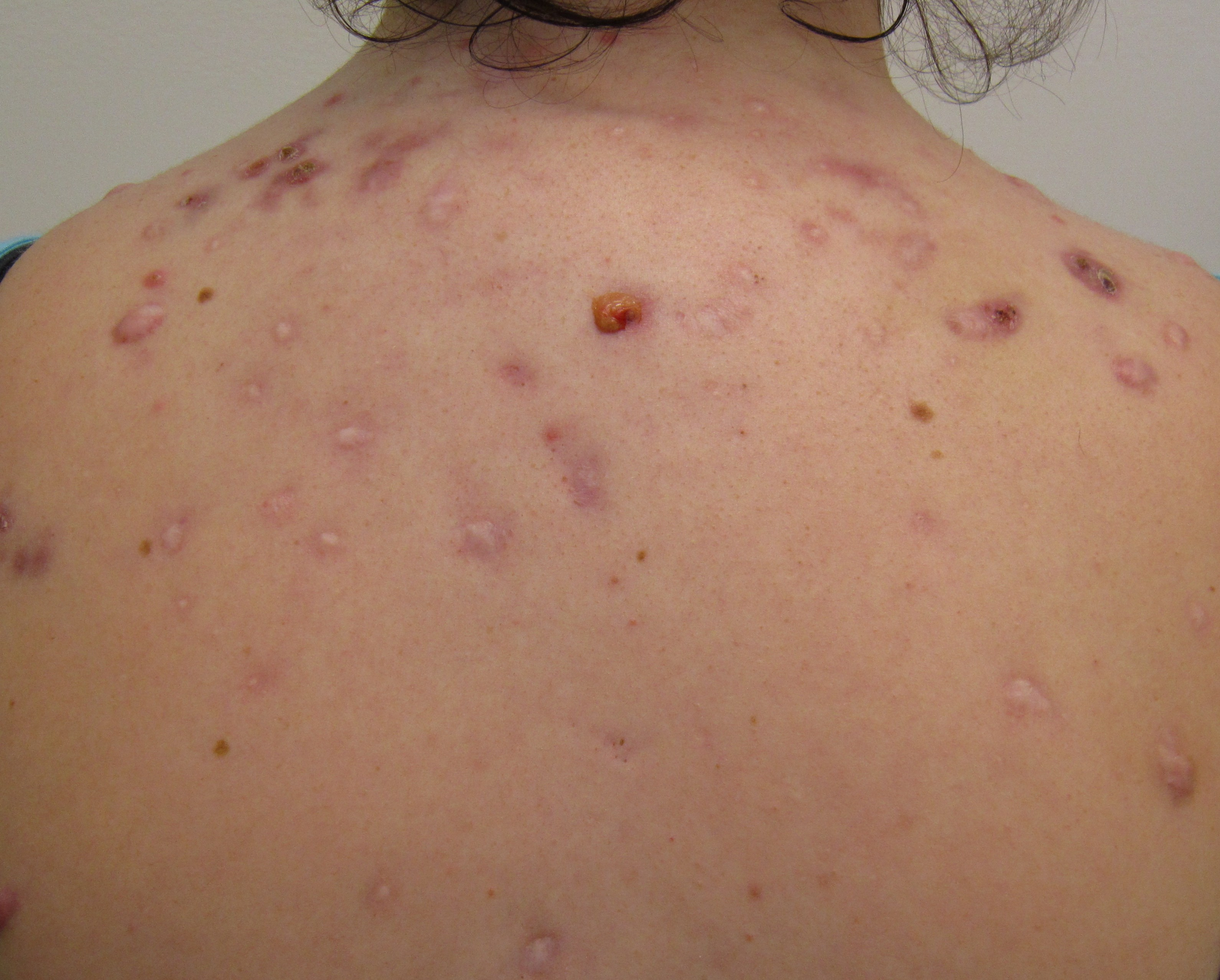
Acné quístico

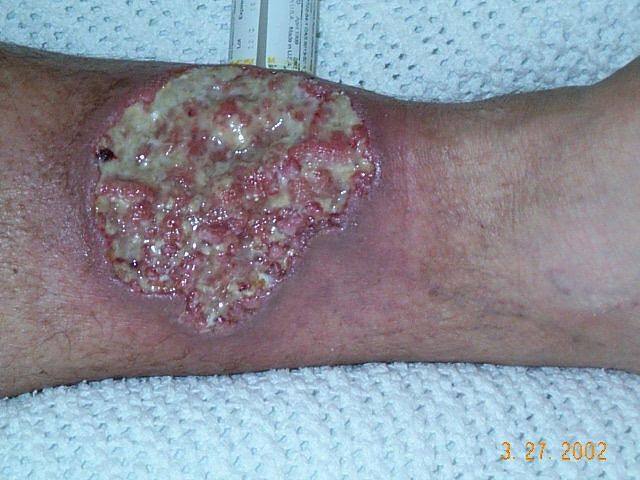
Pioderma gangrenoso

El nombre del síndrome es un acrónimo formado por las iniciales en inglés de los principales síntomas (Pyogenic Arthritis, Pyoderma gangrenosum, y Acné), es decir artritis piógena, pioderma gangrenoso y acné. La manifestación más grave es la inflamación de las articulaciones (artritis) que suele iniciarse en la infancia o adolescencia y sigue en ocasiones un curso muy agresivo, provocando la total destrucción de las articulaciones afectadas, por lo que puede ser necesario la colocación de prótesis para sustituir la rodilla o la cadera. Es habitual que el episodio de artritis se inicie tras un traumatismo de intensidad media, por ejemplo una caída accidental.
Los síntomas en la piel son más inconstantes, pueden aparecer acné quístico y pioderma gangrenoso. Este último se manifiesta por lesiones únicas o múltiples en la piel que inicialmente son pústulas, pero con tendencia a la formación de úlceras rodeadas por tejido destruido o muerto (necrosis). El piodema gangrenoso es muy poco frecuente, se estima que se presentan 2 o 3 casos por millón de habitantes y año, se asocia a diferentes enfermedades, entre ellas el síndrome PAPA, la enfermedad inflamatoria intestinal y otros trastornos.